# Эолотрипиды
Эолотрипиды (лат. Aeolothripidae) — семейство трипсов.

## Распространение
Большей частью из голарктического региона, хотя некоторые виды встречаются и в засушливых местностях субтропиков, а также более дюжины на территории Австралии.

## Описание
Яйцеклад загнут кверху. Передние крылья широкие, с закруглённой вершиной, с 2 продольными и несколькими поперечными жилками.
Взрослые особи и личинки обычно встречаются в растениях, но окукливаются в почве. Большинство питаются растениями, но встречаются и виды, которые хищничают, охотясь на других членистоногих. В ископаемом состоянии известно с раннего мела.

## Роды
- Aduncothrips Ananthakrishnan, 1963 (1 вид, A. asiaticus)
- Aeolothrips Haliday, 1836 (95 видов, Голарктика)
- Allelothrips Bagnall, 1932 (7 видов)
- Andrewarthaia Mound, 1967 (1 вид, A. kellyana)
- Audiothrips Moulton, 1930 (2 вида)
- Corynothripoides Bagnall , 1926 (1 вид, C. marginipennis)
- †Cretothrips Grimaldi, 2004 (1 один, C. antiquus)
- Cycadothrips Mound, 1991 (3 вида)
- Dactuliothrips Moulton, 1931 (6 видов)
- Desmidothrips Mound, 1977 (2 вида)
- Desmothrips Hood, 1915 (14 видов, Австралия)
- Erythridothrips Mound & Marullo, 1993 (1 вид, E. cubilis)
- Erythrothrips Moulton, 1911 (12 видов, север Северной Америки и Южная Америка)
- Euceratothrips Hood, 1936 (1 вид, E. marginipennis)
- Franklinothrips Back, 1912 (14 видов, Pantropical)
- Gelothrips Bhatti, 1967 (3 вида)
- Indothrips Bhatti, 1967 (1 вид, I. bhushani)
- Lamprothrips Moulton, 1935 (1 вид, L. miltoni)
- †Liassothrips Priesner, 1949 (1 вид, L. crassipes)
- †Lithadothrips Scudder, 1875 (1 вид, L. vetustus)
- Mymarothrips Bagnall, 1928 (3 species)
- Orothrips Moulton, 1907 (3 species)
- †Palaeothrips Scudder, 1875 (1 вид, P. fossilis)
- †Permothrips Martynov, 1935 (1 вид, P. longipennis)
- Rhipidothripiella Bagnall, 1932 (1 вид, R. turneri)
- Rhipidothripoides Bagnall, 1923 (2 вида)
- Rhipidothrips Uzel, 1895 (6 видов)
- Stomatothrips Hood, 1912 (8 видов)
- Streothrips Bhatti, 1971 (2 вида)